# 市岡駅
市岡駅（いちおかえき）は、岡山県新見市哲西町上神代字荒神前にある、西日本旅客鉄道（JR西日本）芸備線の駅である。

## 歴史
- 1953年（昭和28年）10月1日：国鉄芸備線坂根 - 矢神間に新設開業[1]。
- 1972年（昭和47年）9月1日：荷物扱い廃止[2]。無人駅となる[3][4]。
- 1987年（昭和62年）4月1日：国鉄分割民営化により、JR西日本の駅となる[1]。

## 駅構造
備後落合方面に向かって左側に単式ホーム1面1線を有する地上駅（停留所）。駅舎はあるものの、新見駅管理の無人駅となっており、自動券売機も設置されていない。駅舎は「市岡ふれあいセンター」と名付けられた比較的新しいものとなっている。

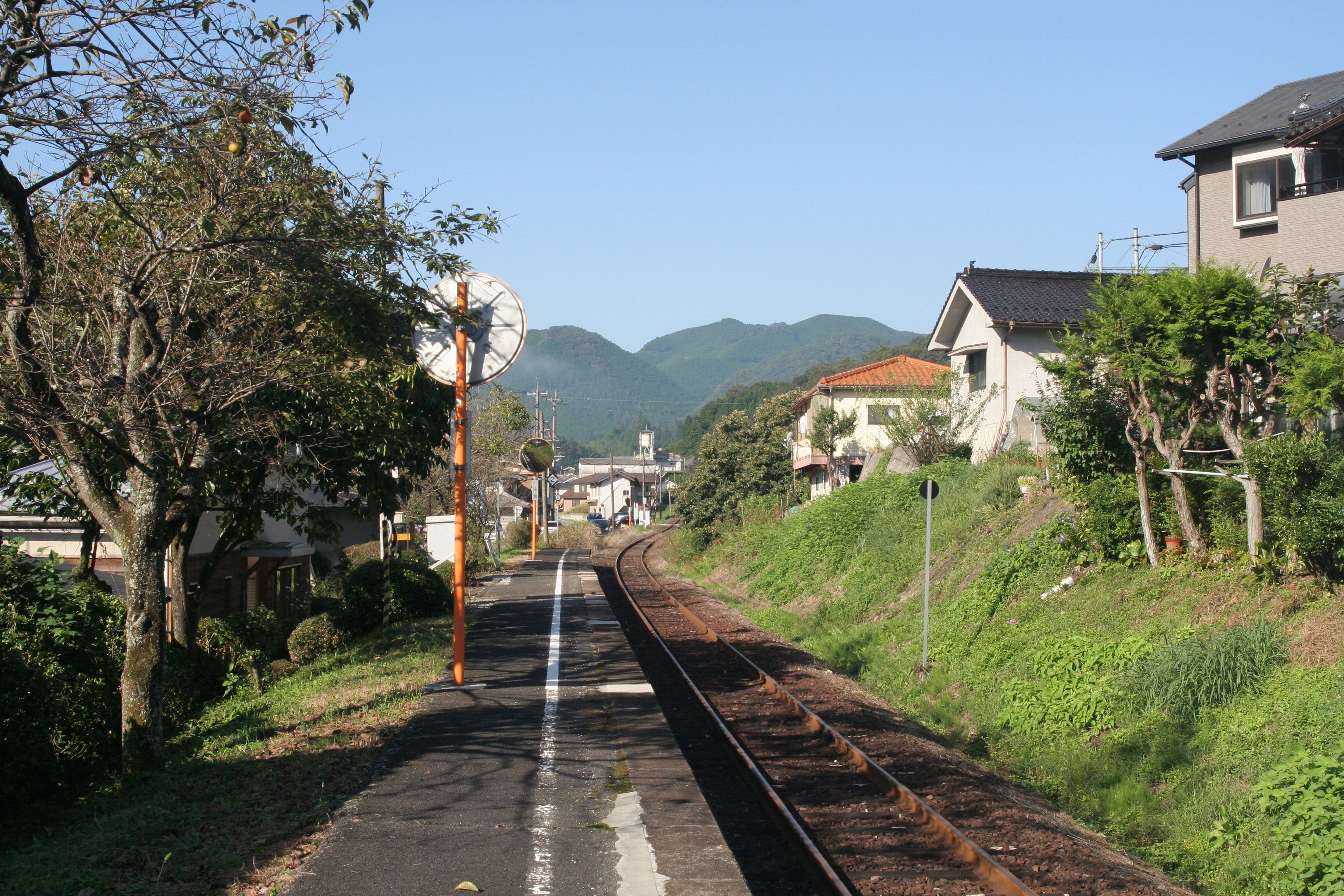
ホーム（2007年9月）

## 利用状況
1日平均乗車人員は以下の通り。
| 乗車人員推移 | 乗車人員推移 |
| 年度         | 1日平均人数  |
| ------------ | ------------ |
| 1981         | 23           |
| 1990         | 49           |
| 1999         | 32           |
| 2000         | 26           |
| 2001         | 29           |
| 2002         | 21           |
| 2003         | 21           |
| 2004         | 14           |
| 2005         | 12           |
| 2006         | 9            |
| 2007         | 8            |
| 2008         | 17           |
| 2009         | 16           |
| 2010         | 17           |
| 2011         | 12           |
| 2012         | 11           |
| 2013         | 13           |
| 2014         | 10           |
| 2015         | 13           |
| 2016         | 11           |
| 2017         | 13           |
| 2018         | 8            |
| 2019         | 8            |
| 2020         | 4            |
| 2021         | 7            |

## 駅周辺
- 市岡簡易郵便局
- 神代川
- 国道182号

## 隣の駅
西日本旅客鉄道（JR西日本）
 芸備線
■快速
通過
■普通
坂根駅 - 市岡駅 - 矢神駅